# جون كلاركسون
جون كلاركسون (بالإنجليزية: John Clarkson)‏ هو لاعب كرة قاعدة أمريكي، ولد في 1 يوليو 1861 في كامبريدج في الولايات المتحدة، وتوفي في 4 فبراير 1909 في بيلمونت (ماساتشوستس) في الولايات المتحدة بسبب ذات الرئة.

## وصلات خارجية
- جون كلاركسون على موقع دوري كرة القاعدة الرئيسي (الإنجليزية)
- جون كلاركسون على موقعبيزبول رفرنس.كوم (الدوري الرئيسي) (الإنجليزية)
- جون كلاركسون على موقعبيزبول رفرنس.كوم (الدوري الثانوي) (الإنجليزية)
- جون كلاركسون على موقع مشجعي الرسوم البيانية (الإنجليزية)
- جون كلاركسون على موقع قاعة مشاهير كرة القاعدة (الإنجليزية)